# Ti avrei voluto dire
Ti avrei voluto dire è un singolo della cantante italiana Federica Carta pubblicato il 10 marzo 2017.

## Descrizione
Il brano è stato scritto e composto da Rosario Canale, Roberto Pulitano e Rory Di Benedetto ed è stato presentato per la prima volta dal vivo dalla cantante durante il pomeridiano di decima edizione del talent show Amici di Maria De Filippi.
Durante l'estate 2018, Federica Carta si esibisce ai Wind Music Awards con questo brano e nello stesso anno viene premiata con il disco di platino per l'album Federica.

## Tracce
Testi e musiche di Rosario Canale, Roberto Pulitano e Rory Di Benedetto.
1. Ti avrei voluto dire – 3:06